# Kreuzau
Kreuzau is een plaats en gemeente in de Duitse deelstaat Noordrijn-Westfalen, gelegen in de Kreis Düren. Kreuzau telt 17.422 inwoners (31 december 2020) op een oppervlakte van 41,72 km².

## Plaatsen in de gemeente Kreuzau
De gemeente Kreuzau bestaat uit de volgende kernen:
- Bogheim
- Boich
- Drove
- Kreuzau (met Schneidhausen)
- Leversbach
- Obermaubach (met Schlagstein)
- Stockheim
- Thum
- Üdingen
- Untermaubach (met Bilstein)
- Winden (met Bergheim en Langenbroich)

## Geografie
Kreuzau ligt aan de rivier de Rur, slechts enkele kilometers ten zuiden van de stad Düren.

### Buurgemeentes
- Düren in het noorden
- Nörvenich in het noordoosten
- Vettweiß, en verderop Zülpich, in het oosten
- Nideggen in het zuiden
- Hürtgenwald in het westen

### Wegverkeer
Een secundaire weg loopt door het Rurdal. Van Kreuzau via Niederau bereikt men na 9 km het centrum van Düren. Vijf km ten noorden van Düren ligt afrit 7 van de Autobahn A4.
Stockheim, 5 km ten oosten van Kreuzau, ligt aan de Bundesstraße 56 van Düren naar Zülpich en, verderop, Euskirchen (25 km ten ZO van Stockheim). Enkele kilometers voor Euskirchen kruist men bij afrit 110 de Autobahn A1.

### Openbaar vervoer

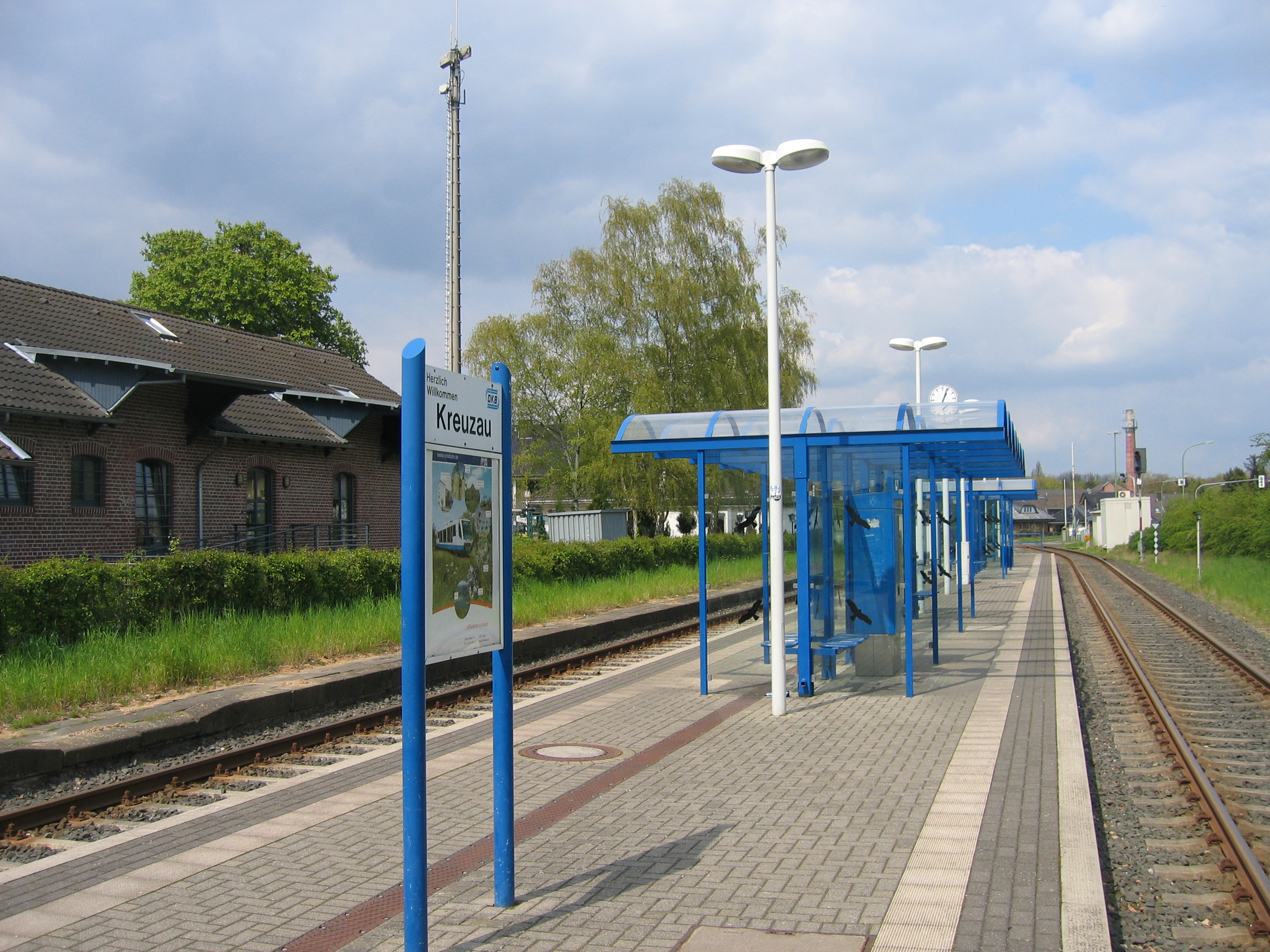
Station Kreuzau

Door de gemeente loopt de spoorlijn Düren - Heimbach met binnen de gemeentegrenzen station Kreuzau en drie andere halteplaatsen.
De stadsbusdiensten van Düren doen ook Kreuzau aan. De maatschappij Rurtalbus, die het streekvervoer verzorgt, onderhoudt een op werkdagen ieder uur rijdende buslijn Düren-Niederau-Kreuzau-Winden-Rath, gem. Nideggen-Nideggen vice versa. Deze bus rijdt op zaterdag 5 x per dag en op zondagmiddag 1 x.

## Economie
De gemeente Kreuzau is een centrum van de papierindustrie. Een groot concern uit Espoo in Finland exploiteert in Untermaubach een fabriek van toiletpapier, papieren servetjes etc. Smurfit-Kappa maakt er golfkarton. Verder zijn er fabrieken, die badkuipen en die zeer uiteenlopende  plastic producten maken. Een groot bedrijventerrein voor midden- en kleinbedrijf ligt te Stockheim.

## Geschiedenis
Zie ook de pagina's over de tot de gemeente Kreuzau behorende dorpen.
Kreuzau ligt in een  vruchtbare, met lössbodems bedekte en dus voor akkerbouw geschikte streek, waar reeds in de Jonge Steentijd menselijke activiteit was. In de klassieke oudheid werd de streek bewoond door de Keltische stam der Eburonen, en daarna de Romeinen en Ubiërs. Tal van voorwerpen en ook muurresten, fundamenten van gebouwen e.d. uit deze periode zijn door archeologisch onderzoek gevonden. Vanaf de 5e eeuw vestigden zich hier Franken. In de vroege middeleeuwen werden velen van hen bekeerd tot het christendom.  In de middeleeuwen was de geschiedenis van de streek sterk verbonden met die van het Graafschap en later Hertogdom Gulik. De Reformatie in de 16e eeuw had slechts weinig effect op de bevolking. De invloed van het direct ten oosten van de gemeente gelegen Keurvorstendom Keulen was groot genoeg, om te bewerkstelligen, dat de meeste Christenen in Kreuzau en omstreken rooms-katholiek zijn gebleven. In de 16e, 17e en 18e eeuw had het gebied regelmatig van oorlogsgeweld en van epidemieën van besmettelijke ziektes te lijden. Daar stond tegenover, dat de ligging aan de Rur, die snel stroomt en zuiver water had, de opkomst van nijverheid zoals productie van papier mogelijk maakte. Ook was er enige mijnbouw en metaalnijverheid. Na de Napoleontische tijd kwam de streek in het Koninkrijk Pruisen en daarna in het Duitse Keizerrijk te liggen. Rond 1900 verdween de wijnbouw uit het gebied. Zoals ook op veel plaatsen elders in Duitsland, werden ten tijde van Adolf Hitlers Derde Rijk ook in de gemeente Kreuzau de joden wreed vervolgd en in de vernietigingskampen omgebracht. Het laatste jaar van de Tweede Wereldoorlog zorgde, o.a. vanwege de Slag om het Hürtgenwald (september 1944- januari 1945) onmiddellijk ten westen van het gemeentegebied, voor veel schade en menselijk leed.
Na 1945 volgde economisch herstel. Met name het toerisme kwam na ca. 1970 op en verdrong de landbouw en de (papier-)industrie geleidelijk van de positie van belangrijkste economische factor.

## Bezienswaardigheden
De toeristische aantrekkingskracht is de fraaie omgeving. Het Eifelgebergte met zijn gevarieerde natuurschoon is dichtbij. Door de gemeente lopen talrijke langeafstands- wandel- en fietsroutes. Vooral de meest zuidelijke en westelijke dorpen, zoals Winden, zijn fraai. Ook de omgeving van het stuwmeer bij Obermaubach is toeristisch aantrekkelijk.
Vermeldenswaardige, monumentale gebouwen in de gemeente zijn o.a.:
- Verspreid door de gemeente staan diverse grote, vaak uit verscheidene vleugels bestaande, of rondom een binnenplaats gebouwde vierkante, vakwerkboerderijen, veelal uit de tweede helft van de 18e eeuw of uit de 19e eeuw; enkele boerderijen hebben opvallende ingangspartijen (Torbögen) uit de 18e eeuw. Het is mogelijk, dat enkele van de boerderijen op de plaats van mogelijk reeds Romeinse gebouwen staan.
- Burg Kreuzau, met een oude historie; gebouwd in opdracht van vazallen van het Graafschap Gulik; in de 16e- 20e eeuw vele malen van eigenaar verwisseld, en geleidelijk steeds minder belangrijk geworden; het huidige complex heeft een groot woongebouw uit de 17e- 18e eeuw, en verscheidene bijgebouwen van later datum. Burg Kreuzau is een, niet voor het publiek toegankelijke, grote boerderij.
- Bij het dorp Untermaubach staat kasteel Maubach of Untermaubach, dat uit 1350 dateert, in 1717 ingrijpend verbouwd werd en na oorlogsschade uit de Tweede Wereldoorlog (ten gevolge van de Slag om het Hürtgenwald) in de periode tot 1974 ingrijpend werd gerestaureerd. Het kasteel wordt bewoond door leden van het adellijke geslacht Von Spee en is niet voor het publiek toegankelijk.
- Op enkele plaatsen, o.a. bij Drove, zijn archeologisch interessante resten uit de periode van het Romeinse Rijk bewaard gebleven.

## Partnergemeenten
Kreuzau onderhoudt jumelages met:
- Obervellach (Oostenrijk)
- Plancoët (Frankrijk)

## Belangrijke personen in relatie tot de gemeente
- Ludolf Matthias Hoesch (* 14 september 1788 in Schneidhausen, een wijk van Kreuzau; † 16 juli 1859 in Düren), Duits industrieel in de papierbranche
- Urban Thelen (* 22 april 1915 in Winden; † mei 2008 in Drove; begraven de maand daarop te Winden), koster van de R.K. kerk aldaar; drager van een eretitel te Gniezno[2]
- Heinrich Böll, (1917-1985), beroemd schrijver, overleden te Kreuzau-Langenbroich
- Yannick Gerhardt (Würselen, 13 maart 1994), Duits profvoetballer die doorgaans als centrale middenvelder speelt; inwoner van Kreuzau

## Afbeeldingen

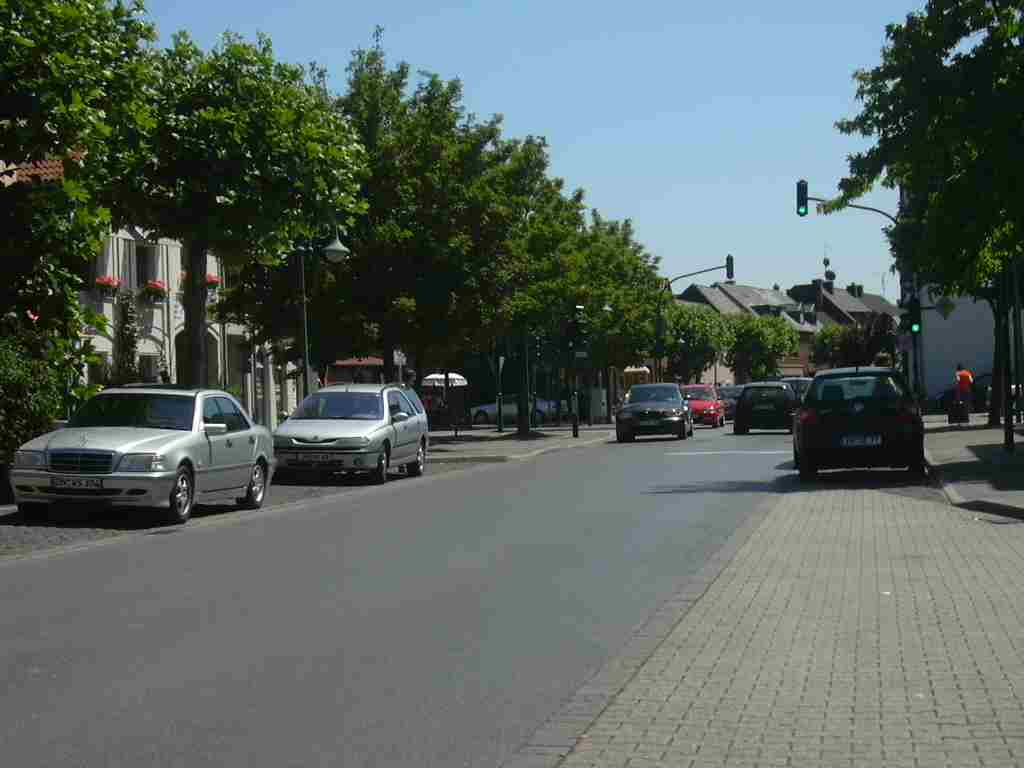
Centrum
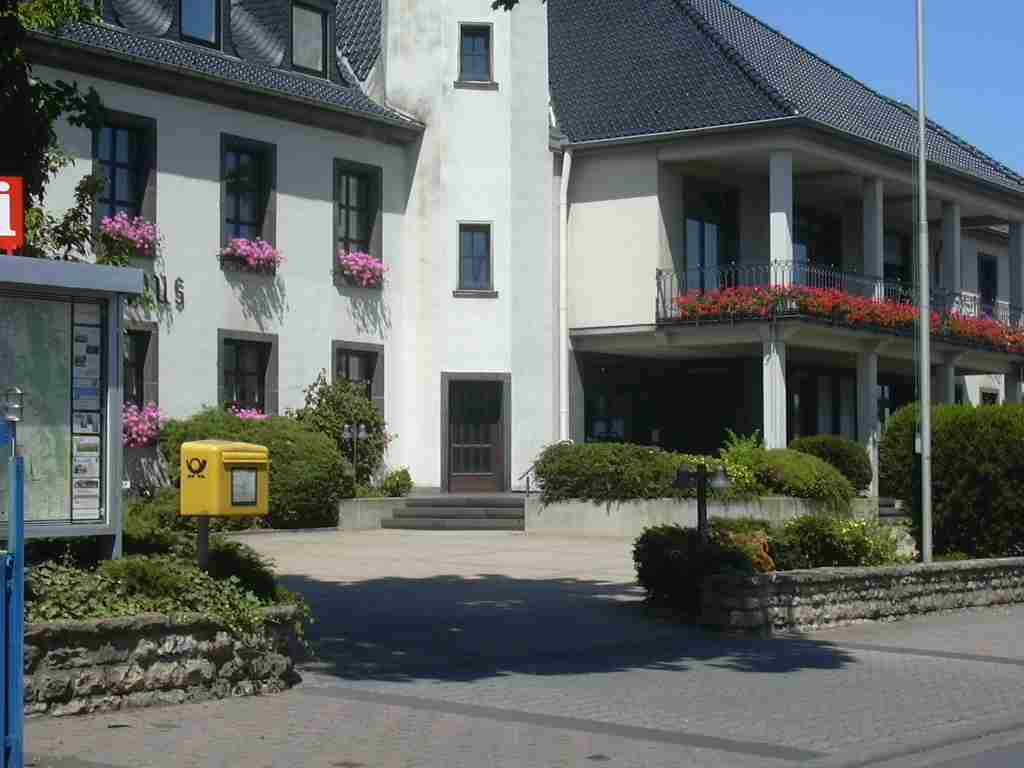
Gemeentehuis
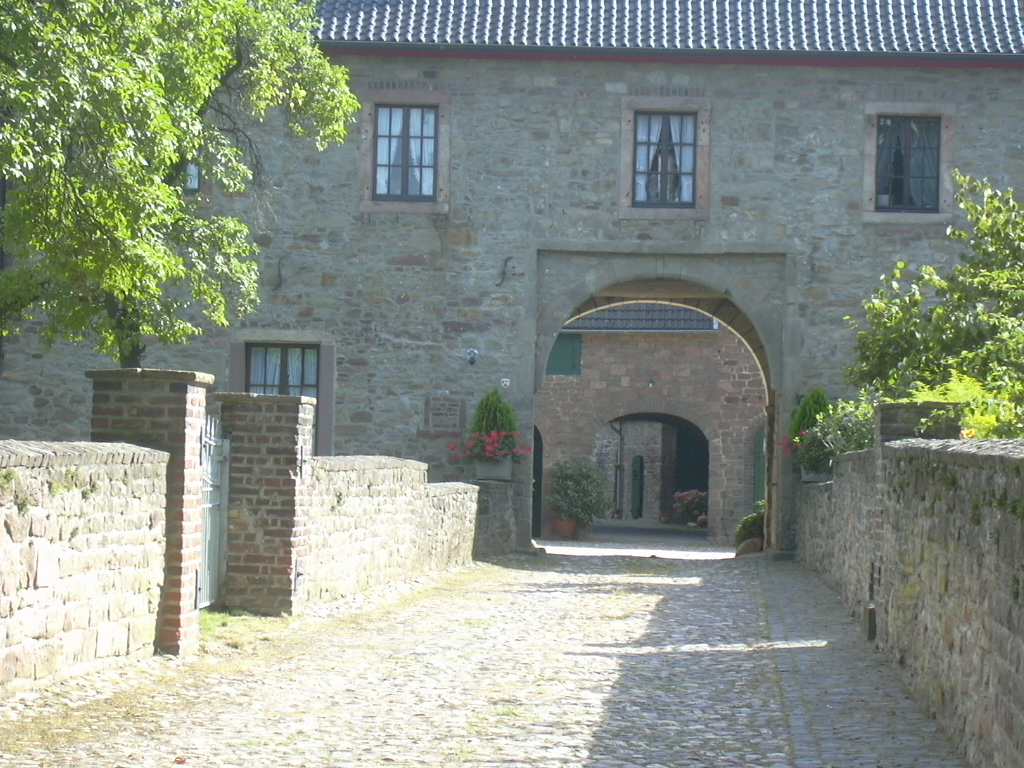
Burg Kreuzau
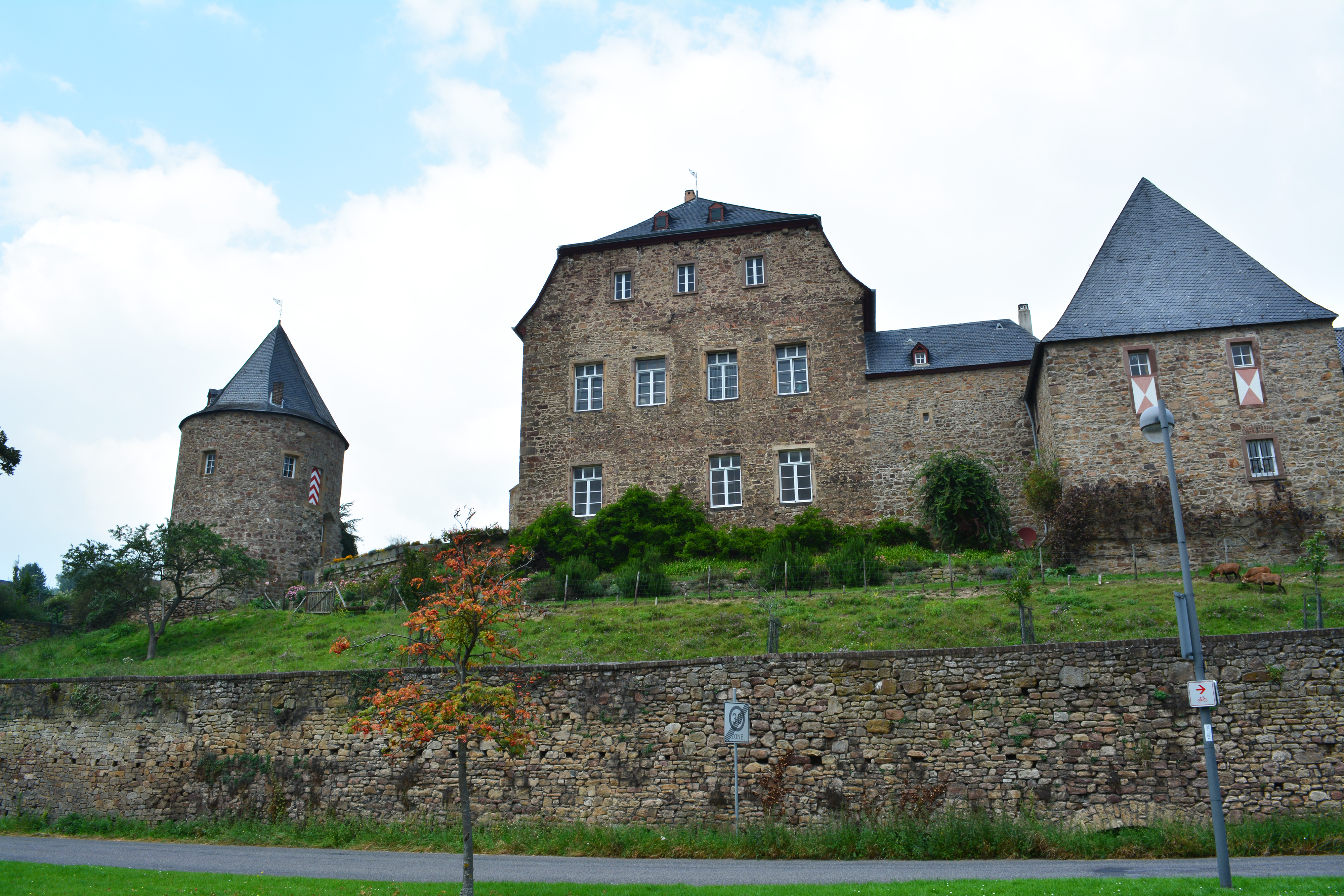
Burg Maubach, Untermaubach
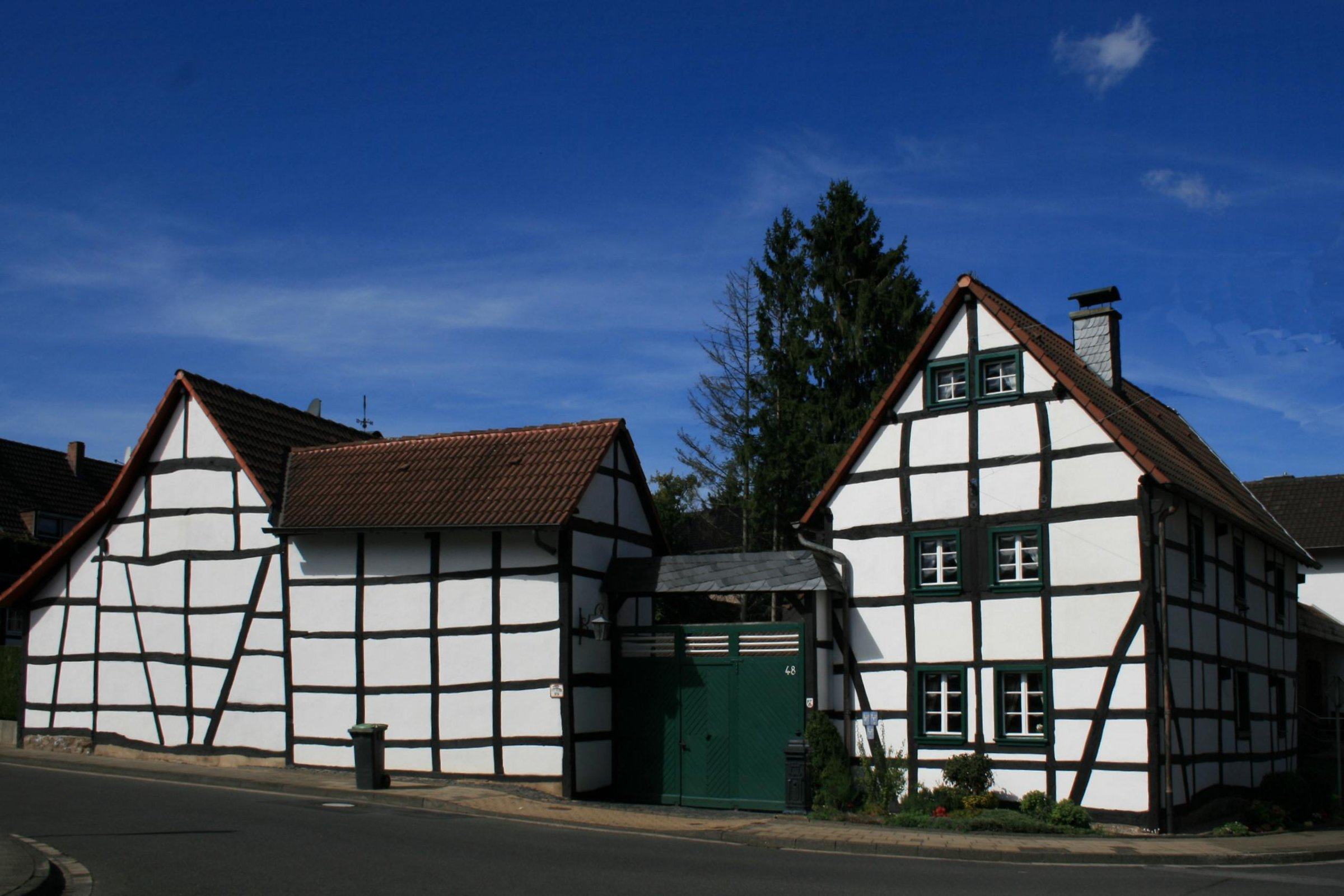
Grote vakwerkboerderij te Drove
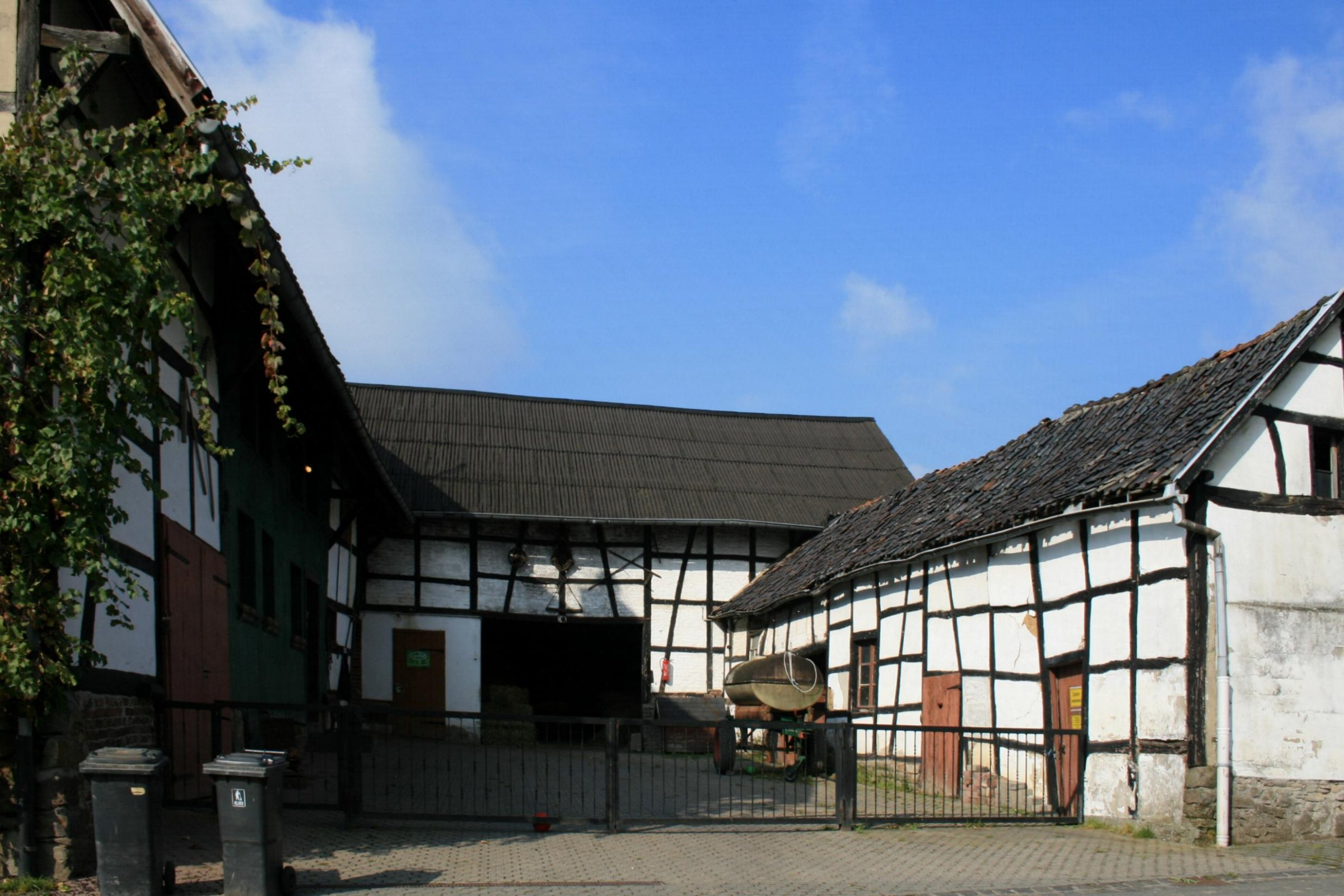
Monumentale vakwerkboerderij te Bogheim

Aldenhoven · Düren · Heimbach · Hürtgenwald · 
Inden · Jülich · Kreuzau · Langerwehe · Linnich · Merzenich · Nideggen · Niederzier · Nörvenich · Titz · Vettweiß